# Primeira Divisão 1940-41
La Primeira Divisão 1940/41 fue la séptima edición de la máxima categoría de fútbol en Portugal. Sporting de Portugal ganó su primer título.

## Tabla de posiciones
| Pos. | Equipo               | Pts. | PJ | G  | E | P  | GF | GC | Dif. | Clasificación   |
| ---- | -------------------- | ---- | -- | -- | - | -- | -- | -- | ---- | --------------- |
| 1    | Sporting CP (C)      | 23   | 14 | 11 | 1 | 2  | 58 | 23 | +35  | Campeón de Liga |
| 2    | Porto                | 20   | 14 | 8  | 4 | 2  | 47 | 27 | +20  |                 |
| 3    | Belenenses           | 19   | 14 | 9  | 1 | 4  | 59 | 22 | +37  |                 |
| 4    | Benfica              | 18   | 14 | 8  | 2 | 4  | 39 | 28 | +11  |                 |
| 5    | Académica de Coimbra | 11   | 14 | 4  | 3 | 7  | 32 | 41 | −9   |                 |
| 6    | Barreirense          | 10   | 14 | 5  | 0 | 9  | 17 | 38 | −21  |                 |
| 7    | Unidos               | 6    | 14 | 2  | 2 | 10 | 28 | 50 | −22  |                 |
| 8    | Boavista             | 5    | 14 | 2  | 1 | 11 | 12 | 63 | −51  |                 |

 Fuente: RSSSF
|                               |
| Campeón Sporting CP 1° título |

## Resultados
| Local \ Visitante    | ACC | BAR | BEL | BEN | BOA  | POR | SCP | UNI  |
| -------------------- | --- | --- | --- | --- | ---- | --- | --- | ---- |
| Académica de Coimbra | —   | 4–2 | 3–2 | 2–2 | 6–0  | 3–3 | 3–5 | 2–2  |
| Barreirense          | 3–2 | —   | 1–5 | 1–0 | 1–0  | 0–2 | 0–3 | 2–4  |
| Belenenses           | 2–0 | 5–0 | —   | 5–3 | 10–0 | 2–3 | 5–1 | 13–0 |
| Benfica              | 3–0 | 4–1 | 2–1 | —   | 6–1  | 3–2 | 2–4 | 3–2  |
| Boavista             | 2–1 | 0–2 | 2–3 | 1–1 | —    | 3–6 | 1–5 | 1–0  |
| Porto                | 6–2 | 5–1 | 2–2 | 5–2 | 7–1  | —   | 2–2 | 3–1  |
| Sporting CP          | 7–1 | 2–0 | 3–1 | 1–2 | 9–0  | 5–1 | —   | 4–2  |
| Unidos               | 2–3 | 2–3 | 2–3 | 2–6 | 6–0  | 0–0 | 3–7 | —    |